# Initiative populaire « pour des loyers loyaux »
L'initiative populaire  « pour des loyers loyaux » est une initiative populaire suisse, rejetée par le peuple et les cantons le 18 mai 2003.

## Contenu
L'initiative propose de modifier l'article 34septies de la Constitution fédérale afin de protéger les locataires « contre les loyers et autres prétentions abusifs des bailleurs, sur l'annulabilité des congés injustifiés et sur la prolongation du bail limitée dans le temps ».
Le texte complet de l'initiative peut être consulté sur le site de la Chancellerie fédérale.

## Déroulement

### Contexte historique
Après une longue période pendant laquelle les loyers avaient été soumis à un contrôle des prix, une libération progressive est mise en place dans les années 1950, malgré le lancement de trois initiatives populaires, respectivement en 1953 (initiative populaire « concernant la protection des locataires et des consommateurs ») 1967 (initiative populaire « pour le droit au logement et le développement de la protection de la famille ») et 1973 (initiative populaire « pour une protection efficace des locataires ») qui sont toutes rejetées en votation.
Le 9 mai 1990, une ordonnance sur le bail à loyer et le bail à ferme d’habitations et de locaux commerciaux entre en vigueur pour préciser les articles 253 à 274 du code des obligations qui détaillent le droit du bail. Loin de calmer les tensions politiques sur la question de la fixation des loyers, l'entrée en vigueur de ces normes débouche sur l'augmentation des antagonismes entre les différents acteurs de la branche.
Le Parlement approuve cependant en 1995 la loi fédérale sur les contrats-cadre de baux à loyer, dans le même temps où plusieurs interventions parlementaires demandent la libéralisation des loyers ; les Chambres fédérales ayant décidé d'entrer en matière sur des propositions d'assouplissement des mesures de protection, les associations de défense des locataires lancent l'initiative, principalement pour que les baisses de taux hypothécaires, et pas seulement leurs hausses, soit répercutées sur les loyers, tout en améliorant « la protection contre les congés dont les locataires sont souvent victimes ».

### Récolte des signatures et dépôt de l'initiative
La récolte des 100 000 signatures nécessaires débute le 30 avril 1996. Le 14 mars 1997, l'initiative est déposée à la Chancellerie fédérale, qui constate son aboutissement le 5 septembre.

### Discussions et recommandations des autorités
Le Parlement et le Conseil fédéral recommandent le rejet de l'initiative. Dans son messages aux Chambres fédérales, le gouvernement rejette le critère unique de couverture des coûts comme élément déterminant le loyer, tout en reconnaissant certains problèmes liés en particulier au couplage entre les loyers et les taux hypothécaires. Afin de traiter ce problème, le Conseil fédéral présente un contre-projet indirect à cette initiative sous la forme d'une modification du droit du bail dans le code des obligations établissant un certain nombre de critères permettant de fixer les loyers et de déterminer leur caractère potentiellement abusif.
Après de longues discussions, les Chambres fédérales parviennent à un accord sur ce contre-projet, le sujet le plus controversé concernant l'adaptation des loyers au renchérissement ainsi que la possibilité d'augmenter les loyers lors d'un changement de propriétaire.
Les recommandations de vote des partis politiques sont les suivantes : 
| Parti politique              | Recommandation  |
| ---------------------------- | --------------- |
| Démocrates suisses           | Liberté de vote |
| Parti chrétien-conservateur  | non             |
| Parti chrétien-social        | oui             |
| Parti démocrate-chrétien     | non             |
| Parti évangélique            | non             |
| Parti libéral                | non             |
| Parti de la liberté          | non             |
| Parti radical-démocratique   | non             |
| Parti socialiste             | oui             |
| Parti suisse du travail      | oui             |
| Union démocratique du centre | non             |
| Union démocratique fédérale  | non             |
| Les Verts                    | oui             |

### Votation
Soumise à votation le 18 mai 2003, l'initiative est refusée par 19 6/2 cantons (soit tous à l'exception du Genève) et par 67,3 % des suffrages exprimés. Le tableau ci-dessous détaille les résultats par canton :

## Effets
Alors que cette initiative est refusée en votation, les organisations de défense des locataires lancent avec succès un référendum contre la proposition de modification du droit du bail acceptée par le Parlement. Soumis au vote le 8 février 2004, ce changement est lui aussi refusé par le peuple.